# Laura Mo
Laura Mo, pseudonimo di Laura Møbjerg Eyde (Hjørring, 17 luglio 1979), è una cantante danese.

## Biografia
Laura Mo ha iniziato a scrivere musica dopo il suo incontro con gli indiani Lakota nel Dakota del Sud, che ha visitato durante il suo nono anno di scuola. Dopo aver lasciato gli studi all'Università di Aarhus, ha iniziato a mantenersi cantando in giro per pub e locali dello Jutland settentrionale.
La sua prima opera discografica pubblicata è stata il brano Hunted, che è apparso nella colonna sonora del film del 2003 Anja efter Viktor. Nel 2007 è uscito su etichetta discografica ArtPeople il suo album di debutto, Alkymi, seguito l'anno successivo dal secondo disco 1717.
Il suo terzo album Motel, uscito nel 2012, le ha fruttato una candidatura per la cantante folk dell'anno ai Danish Music Awards, il principale riconoscimento musicale danese, e due nomination ai Gaffa-Prisen per l'album danese dell'anno e per la cantante danese dell'anno.
Il primo ingresso di Laura Mo nella classifica ufficiale danese si è riscontrato nel 2018 con il quarto album in studio Steppebrand, che ha debuttato alla 10ª posizione.

## Discografia

### Album in studio
- 2007 – Alkymi
- 2008 – 1717
- 2012 – Motel
- 2018 – Steppebrand

### Singoli
- 2007 – Min egen
- 2007 – Dansesko
- 2010 – Flyvefjer
- 2012 – Europavej
- 2012 – Lyse tider
- 2018 – Steppebrand
- 2018 – De heldige
- 2019 – Sommerfugle